# Olympische Sommerspiele 1992/Leichtathletik – 200 m (Männer)

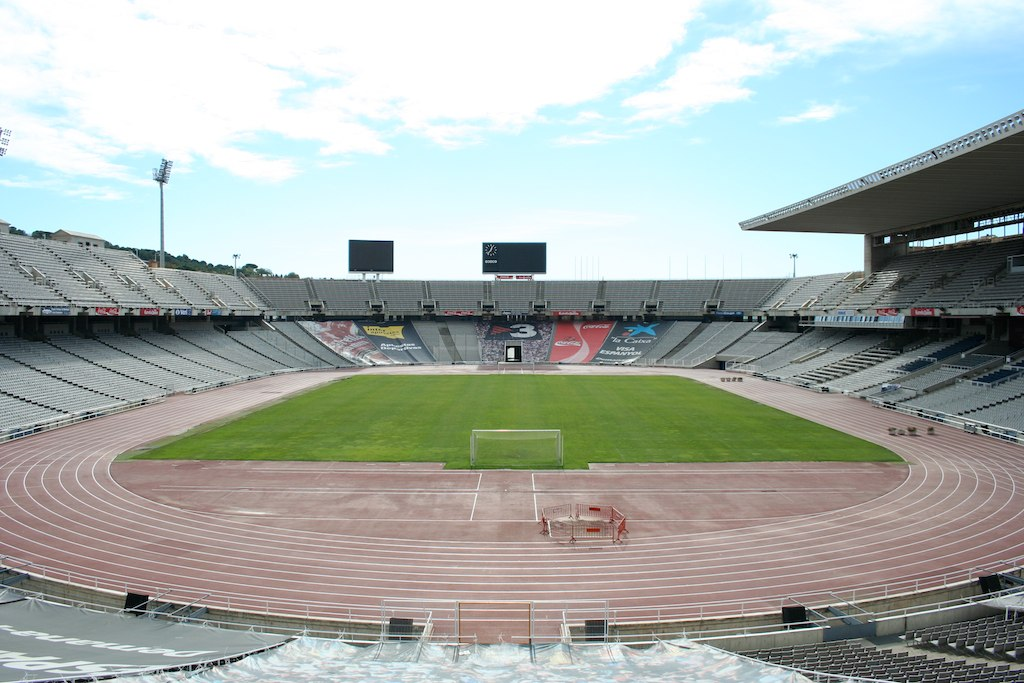
Das Olympiastadion von Barcelona im Jahr 2008

Der 200-Meter-Lauf der Männer bei den Olympischen Spielen 1992 in Barcelona wurde am 3., 5. und 6. August 1992 in vier Runden im Olympiastadion Barcelona ausgetragen. Achtzig Athleten nahmen teil.
Olympiasieger wurde der US-Amerikaner Michael Marsh. Er gewann vor Frank Fredericks aus Namibia und dem US-Amerikaner Michael Bates.
Die Österreicher Andreas Berger und Christoph Pöstinger sowie auch der Schweizer Stefan Burkart qualifizierten sich für das Viertelfinale und schieden dort aus.

Athleten aus Deutschland und Liechtenstein waren nicht dabei.

## Aktuelle Titelträger
| Olympiasieger 1988                      | Joe DeLoach ( USA)                 | 19,75 s | Seoul 1988            |
| Weltmeister 1991                        | Michael Johnson ( USA)             | 20,01 s | Tokio 1991            |
| Europameister 1990                      | John Regis ( Großbritannien)       | 20,11 s | Split 1990            |
| Panamerikanischer Meister 1991          | Robson da Silva ( Brasilien)       | 20,15 s | Havanna 1991          |
| Zentralamerika und Karibik-Meister 1991 | Windell Dobson ( Jamaika)          | 21,22 s | Xalapa 1991           |
| Südamerika-Meister 1991                 | Robson da Silva ( Brasilien)       | 20,79 s | Manaus 1991           |
| Asienmeister 1991                       | Zhao Cunlin ( Volksrepublik China) | 20,75 s | Kuala Lumpur 1991     |
| Afrikameister 1992                      | Victor Omagbemi ( Nigeria)         | 21,20 s | Belle Vue Maurel 1992 |
| Ozeanienmeister 1990                    | Subul Babo ( Papua-Neuguinea)      | 21,60 s | Suva 1990             |

## Bestehende Rekorde

### Bestehende Rekorde
| Weltrekord         | 19,72 s | Pietro Mennea ( Italien) | Mexiko-Stadt, Mexiko      | 12. September 1979 |
| Olympischer Rekord | 19,75 s | Joe DeLoach ( USA)       | Finale OS Seoul, Südkorea | 28. September 1988 |

## Rekordverbesserung
Der spätere Olympiasieger Michael Marsh aus den Vereinigten Staaten verbesserte den bestehenden olympischen Rekord im ersten Halbfinale am 5. August bei einem Gegenwind von 0,2 m/s um zwei Hundertstelsekunden auf 19,73 s. Den Weltrekord verfehlte er dabei nur um eine Hundertstelsekunde. Im Finale am darauffolgenden Tag war der Gegenwind mit 1,0 m/s noch stärker, sodass es in diesem Rennen keine weitere Verbesserung gab.

## Vorrunde
Datum: 3. August 1992
Die Athleten traten zu insgesamt elf Vorläufen an. Für das Viertelfinale qualifizierten sich pro Lauf die ersten drei Athleten. Darüber hinaus kamen die sieben Zeitschnellsten, die sogenannten Lucky Loser, weiter.
In Lauf vier wurde der im Ziel zweitplatzierte Franzose Gilles Quenéhervé zunächst disqualifiziert. Später wurde die Disqualifikation jedoch zurückgenommen. Der nach Quenéhervés Disqualifikation zwischenzeitlich drittplatzierte Thailänder Seaksarn Boonrat behielt seine Startberechtigung für das Viertelfinale, sodass aus diesem Vorlauf vier Sprinter direkt in die nächste Runde einzogen.
Die direkt qualifizierten Athleten sind hellblau, die Lucky Loser hellgrün unterlegt.

### Vorlauf 1
Wind: ±0,0 m/s
| Platz | Name               | Nation                       | Zeit    |
| ----- | ------------------ | ---------------------------- | ------- |
| 1     | Frank Fredericks   | Namibia                      | 20,74 s |
| 2     | Andreas Berger     | Österreich                   | 21,02 s |
| 3     | Edgardo Guilbe     | Puerto Rico                  | 21,75 s |
| 4     | Wendell Dickerson  | Amerikanische Jungferninseln | 21,78 s |
| 5     | Bothloko Shebe     | Lesotho                      | 21,96 s |
| 6     | Apisai Driu Baibai | Fidschi                      | 22,07 s |
| 7     | Médard Makanga     | Republik Kongo               | 22,18 s |

### Vorlauf 2
Wind: −0,1 m/s
| Platz | Name                  | Nation    | Zeit    |
| ----- | --------------------- | --------- | ------- |
| 1     | Michael Johnson       | USA       | 20,80 s |
| 2     | Patrick Stevens       | Belgien   | 20,93 s |
| 3     | Sérgio de Menezes     | Brasilien | 21,17 s |
| 4     | Francis Ogola         | Uganda    | 21,29 s |
| 5     | Miguel Ángel Gómez    | Spanien   | 21,46 s |
| 6     | Samuel Nchinda        | Kamerun   | 21,50 s |
| 7     | Sriyantha Dissanayake | Sri Lanka | 21,61 s |

### Vorlauf 3
Wind: +0,6 m/s
| Platz | Name               | Nation         | Zeit    |
| ----- | ------------------ | -------------- | ------- |
| 1     | Oluyemi Kayode     | Nigeria        | 20,42 s |
| 2     | Atlee Mahorn       | Kanada         | 21,01 s |
| 3     | Boeviyoulou Lawson | Togo           | 21,05 s |
| 4     | Ouattara Lagazane  | Elfenbeinküste | 21,13 s |
| 5     | Simon Kipkemboi    | Kenia          | 21,57 s |
| 6     | Dejan Jovković     | IOP            | 21,77 s |
| 7     | Amadou Sy Savané   | Guinea         | 21,86 s |
| 8     | Jaime Zelaya       | Honduras       | 22,05 s |

### Vorlauf 4
Wind: +0,2 m/s
| Platz | Name              | Nation                         | Zeit    |
| ----- | ----------------- | ------------------------------ | ------- |
| 1     | Michael Bates     | USA                            | 20,91 s |
| 2     | Gilles Quenéhervé | Frankreich                     | 20,99 s |
| 3     | Kennedy Ondiek    | Kenia                          | 21,04 s |
| 4     | Seaksarn Boonrat  | Thailand                       | 21,39 s |
| 5     | Eswort Coombs     | St. Vincent und die Grenadinen | 22,07 s |
| 6     | Bounhom Siliphone | Laos                           | 23,64 s |
| DNS   | Afonso Ferraz     | Angola                         |         |

### Vorlauf 5
Wind: −1,2 m/s
| Platz | Name                      | Nation         | Zeit    |
| ----- | ------------------------- | -------------- | ------- |
| 1     | Daniel Cojocaru           | Rumänien       | 21,20 s |
| 2     | Linford Christie          | Großbritannien | 21,23 s |
| 3     | Stefan Burkart            | Schweiz        | 21,33 s |
| 4     | Abel Tshaka Nzimande      | Südafrika      | 21,43 s |
| 5     | Mateaki Mafi              | Tonga          | 22,05 s |
| 6     | Lamin Marikong            | Gambia         | 22,33 s |
| 7     | Randolph Foster           | Costa Rica     | 22,47 s |
| 8     | Abdullah Salem al-Khalidi | Oman           | 22,48 s |

### Vorlauf 6

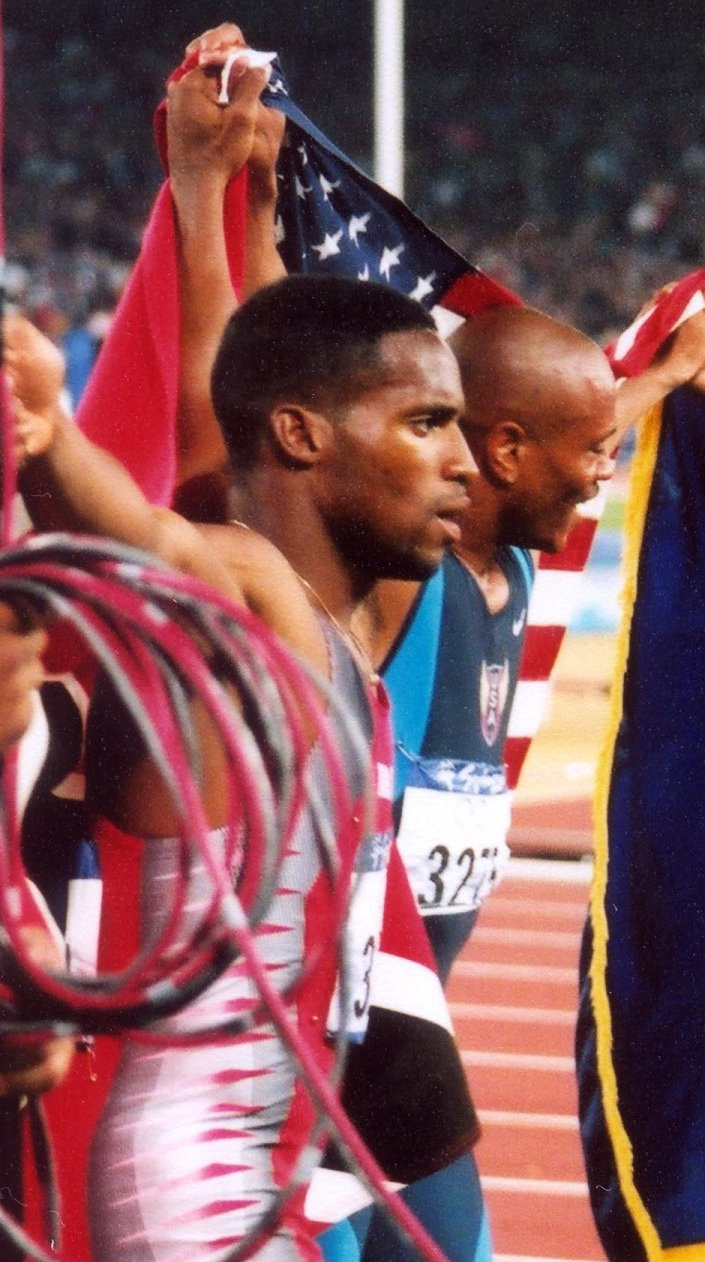
Ato Boldon (hier als Olympiamedaillengewinner von 2000) schied als Fünfter des sechsten Vorlaufs aus

Wind: ±0,0 m/s
| Platz | Name                  | Nation              | Zeit    |
| ----- | --------------------- | ------------------- | ------- |
| 1     | Marcus Adam           | Großbritannien      | 20,62 s |
| 2     | Nikolaj Antonow       | Bulgarien           | 20,94 s |
| 3     | Nelson Boateng        | Ghana               | 21,03 s |
| 4     | Henrico Atkins        | Barbados            | 21,28 s |
| 5     | Ato Boldon            | Trinidad und Tobago | 21,65 s |
| 6     | Shahanuddin Choudhury | Bangladesch         | 21,88 s |
| 7     | Kaminiel Selot        | Papua-Neuguinea     | 22,36 s |
| 8     | Boureima Kimba        | Niger               | 22,49 s |

### Vorlauf 7
Wind: −0,1 m/s
| Platz | Name              | Nation              | Zeit    |
| ----- | ----------------- | ------------------- | ------- |
| 1     | Olapade Adeniken  | Nigeria             | 20,79 s |
| 2     | Clive Wright      | Jamaika             | 20,98 s |
| 3     | Edwin Iwanow      | EUN                 | 21,10 s |
| 4     | Giannis Zisimidis | Zypern              | 21,51 s |
| 5     | Aldo Canti        | San Marino          | 21,69 s |
| 6     | Gabriel Simeon    | Grenada             | 22,09 s |
| 7     | Kenmore Hughes    | Antigua und Barbuda | 22,18 s |

### Vorlauf 8
Wind: −0,4 m/s
| Platz | Name                    | Nation           | Zeit    |
| ----- | ----------------------- | ---------------- | ------- |
| 1     | Dean Capobianco         | Australien       | 20,86 s |
| 2     | Torbjörn Eriksson       | Schweden         | 21,08 s |
| 3     | Ibrahima Tamba          | Senegal          | 21,25 s |
| 4     | Sayed Mubarak al-Kuwari | Katar            | 21,87 s |
| 5     | Adam Hassan Sakak       | Sudan            | 21,96 s |
| 6     | Robinson Stewart        | Swasiland        | 21,97 s |
| DNF   | Jean-Charles Trouabal   | Frankreich       |         |
| DSQ   | Juan Vicente Matala     | Äquatorialguinea |         |

### Vorlauf 9
Wind: +0,5 m/s
| Platz | Name                 | Nation         | Zeit    |
| ----- | -------------------- | -------------- | ------- |
| 1     | John Regis           | Großbritannien | 20,63 s |
| 2     | Sidney de Souza      | Brasilien      | 20,72 s |
| 3     | Emmanuel Tuffour     | Ghana          | 21,07 s |
| 4     | Horace Dove-Edwin    | Sierra Leone   | 21,38 s |
| 5     | Khaled Ibrahim Jouma | Bahrain        | 21,55 s |
| 6     | Harouna Pale         | Burkina Faso   | 21,65 s |
| 7     | Boubout Dieng        | Mauretanien    | 22,75 s |

### Vorlauf 10
Wind: +0,2 m/s
| Platz | Name           | Nation              | Zeit    |
| ----- | -------------- | ------------------- | ------- |
| 1     | Michael Marsh  | USA                 | 20,38 s |
| 2     | Neil de Silva  | Trinidad und Tobago | 20,89 s |
| 3     | Peter Ogilvie  | Kanada              | 21,11 s |
| 4     | Ousmane Diarra | Mali                | 21,73 s |
| 5     | Hussain Arif   | Pakistan            | 21,75 s |
| 6     | Pat Kwok Wai   | Hongkong            | 22,45 s |
| 7     | Ahmed Shageef  | Malediven           | 22,54 s |

### Vorlauf 11
Wind: +1,1 m/s
| Platz | Name                | Nation                       | Zeit    |
| ----- | ------------------- | ---------------------------- | ------- |
| 1     | Robson da Silva     | Brasilien                    | 20,62 s |
| 2     | Cameron Taylor      | Neuseeland                   | 20,91 s |
| 3     | Christoph Pöstinger | Österreich                   | 21,02 s |
| 4     | Anthony Wilson      | Kanada                       | 21,21 s |
| 5     | Valentin Ngbogo     | Zentralafrikanische Republik | 21,51 s |
| 6     | Claude Roumain      | Haiti                        | 22,51 s |
| DNS   | Fletcher Wamlee     | Vanuatu                      |         |

## Viertelfinale
Datum: 3. August 1992
Aus den fünf Viertelfinalläufen qualifizierten sich pro Lauf die ersten drei Athleten für das Halbfinale. Darüber hinaus kam der nachfolgend Zeitschnellste, der sogenannte Lucky Loser, weiter. Die direkt qualifizierten Athleten sind hellblau, der Lucky Loser ist hellgrün unterlegt.

### Lauf 1
Wind: +0,2 m/s
Der für das Viertelfinale qualifizierte Edgardo Guilbe aus Puerto Rico trat nicht an.
| Platz | Name                | Nation              | Zeit    |
| ----- | ------------------- | ------------------- | ------- |
| 1     | Marcus Adam         | Großbritannien      | 20,43 s |
| 2     | Michael Johnson     | USA                 | 20,55 s |
| 3     | Neil de Silva       | Trinidad und Tobago | 20,66 s |
| 4     | Atlee Mahorn        | Kanada              | 20,78 s |
| 5     | Christoph Pöstinger | Österreich          | 20,83 s |
| 6     | Sérgio de Menezes   | Brasilien           | 21,00 s |
| 7     | Horace Dove-Edwin   | Sierra Leone        | 21,80 s |

### Lauf 2
Wind: +0,3 m/s
| Platz | Name              | Nation         | Zeit    |
| ----- | ----------------- | -------------- | ------- |
| 1     | Robson da Silva   | Brasilien      | 20,35 s |
| 2     | Olapade Adeniken  | Nigeria        | 20,47 s |
| 3     | Clive Wright      | Jamaika        | 20,70 s |
| 4     | Edwin Iwanow      | EUN            | 20,78 s |
| 5     | Cameron Taylor    | Neuseeland     | 20,83 s |
| 6     | Nelson Boateng    | Ghana          | 21,04 s |
| 7     | Ouattara Lagazane | Elfenbeinküste | 21,39 s |
| 8     | Francis Ogola     | Uganda         | 21,41 s |

### Lauf 3
Wind: +1,2 m/s
| Platz | Name                 | Nation         | Zeit    |
| ----- | -------------------- | -------------- | ------- |
| 1     | Michael Bates        | USA            | 20,22 s |
| 2     | Oluyemi Kayode       | Nigeria        | 20,22 s |
| 3     | Linford Christie     | Großbritannien | 20,52 s |
| 4     | Dean Capobianco      | Australien     | 20,61 s |
| 5     | Peter Ogilvie        | Kanada         | 20,77 s |
| 6     | Andreas Berger       | Österreich     | 21,02 s |
| 7     | Seaksarn Boonrat     | Thailand       | 21,30 s |
| DNS   | Abel Tshaka Nzimande | Südafrika      |         |

### Lauf 4
Wind: +1,2 m/s
| Platz | Name               | Nation     | Zeit    |
| ----- | ------------------ | ---------- | ------- |
| 1     | Michael Marsh      | USA        | 20,08 s |
| 2     | Sidney de Souza    | Brasilien  | 20,69 s |
| 3     | Torbjörn Eriksson  | Schweden   | 20,81 s |
| 4     | Kennedy Ondiek     | Kenia      | 20,86 s |
| 5     | Gilles Quenéhervé  | Frankreich | 20,96 s |
| 6     | Daniel Cojocaru    | Rumänien   | 20,96 s |
| 7     | Ibrahima Tamba     | Senegal    | 21,28 s |
| 8     | Miguel Ángel Gómez | Spanien    | 21,32 s |
| 9     | Stefan Burkart     | Schweiz    | 21,52 s |

### Lauf 5
Wind: ±0,0 m/s
| Platz | Name               | Nation         | Zeit    |
| ----- | ------------------ | -------------- | ------- |
| 1     | Frank Fredericks   | Namibia        | 20,02 s |
| 2     | John Regis         | Großbritannien | 20,16 s |
| 3     | Nikolaj Antonow    | Bulgarien      | 20,50 s |
| 4     | Emmanuel Tuffour   | Ghana          | 20,58 s |
| 5     | Patrick Stevens    | Belgien        | 20,67 s |
| 6     | Henrico Atkins     | Barbados       | 21,19 s |
| 7     | Anthony Wilson     | Kanada         | 21,22 s |
| 8     | Boeviyoulou Lawson | Togo           | 21,47 s |

## Halbfinale
Datum: 5. August 1992
Die jeweils ersten vier Läufer qualifizierten sich in den beiden Halbfinalläufen für das Finale (hellblau unterlegt).

### Lauf 1

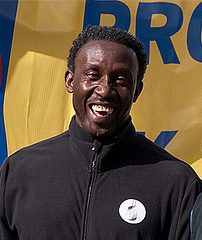
Der 100-Meter-Olympiasieger Linford Christie schied als Fünfter des ersten Halbfinals aus

Wind: −0,2 m/s
| Platz | Name              | Nation         | Zeit    | Anmerkung |
| ----- | ----------------- | -------------- | ------- | --------- |
| 1     | Michael Marsh     | USA            | 19,73 s | OR        |
| 2     | John Regis        | Großbritannien | 20,09 s |           |
| 3     | Robson da Silva   | Brasilien      | 20,15 s |           |
| 4     | Oluyemi Kayode    | Nigeria        | 20,23 s |           |
| 5     | Linford Christie  | Großbritannien | 20,38 s |           |
| 6     | Nikolaj Antonow   | Bulgarien      | 20,55 s |           |
| 7     | Clive Wright      | Jamaika        | 20,82 s |           |
| 8     | Torbjörn Eriksson | Schweden       | 20,85 s |           |

### Lauf 2

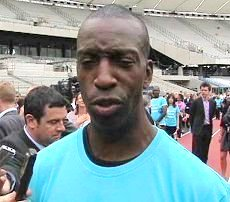
Mitfavorit Michael Johnson (hier auf einer Aufnahme im Jahr 2010) schied geschwächt durch eine Lebensmittelvergiftung als Sechster des zweiten Halbfinals aus,

Wind: −1,2 m/s
| Platz | Name             | Nation              | Zeit    |
| ----- | ---------------- | ------------------- | ------- |
| 1     | Frank Fredericks | Namibia             | 20,14 s |
| 2     | Michael Bates    | USA                 | 20,39 s |
| 3     | Olapade Adeniken | Nigeria             | 20,39 s |
| 4     | Marcus Adam      | Großbritannien      | 20,63 s |
| 5     | Emmanuel Tuffour | Ghana               | 20,78 s |
| 6     | Michael Johnson  | USA                 | 20,78 s |
| 7     | Sidney de Souza  | Brasilien           | 20,88 s |
| DSQ   | Neil de Silva    | Trinidad und Tobago |         |

## Finale

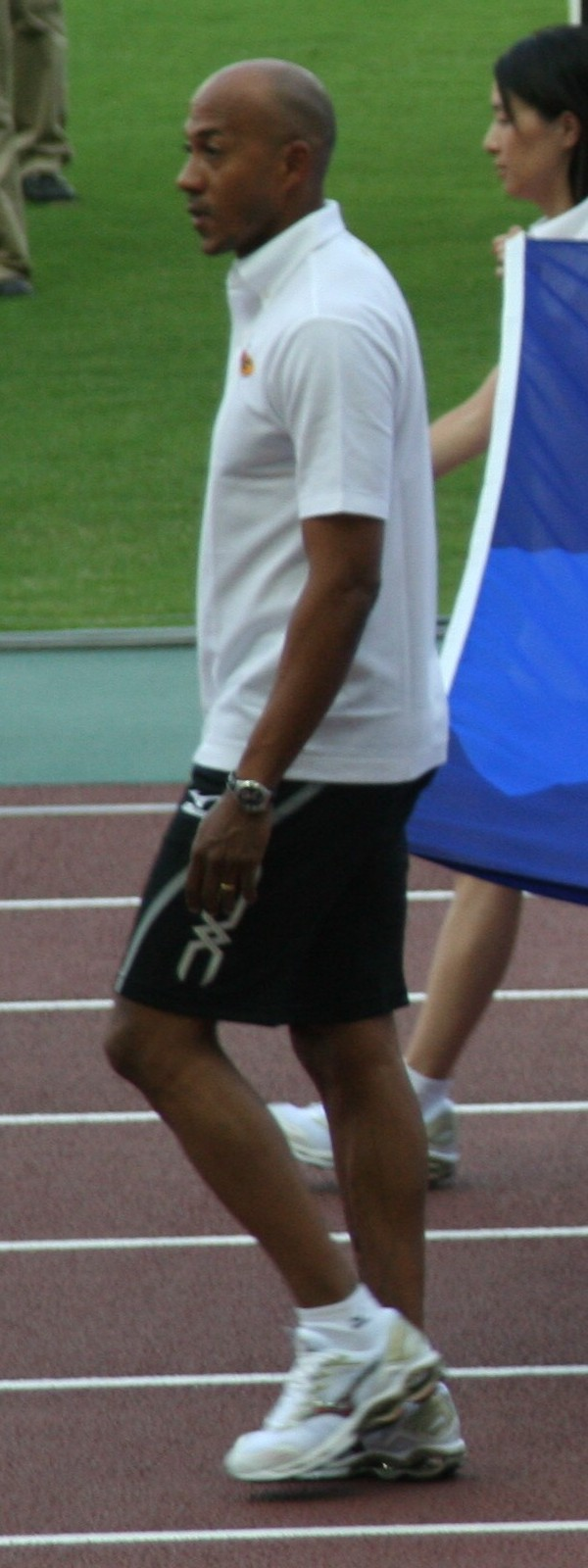
Wie vier Tage zuvor über 100 Meter gewann Frank Fredericks die Silbermedaille

Datum: 6. August 1992, 18:40 Uhr
Wind: −1,0 m/s
| Platz | Name             | Nation         | Zeit    |
| ----- | ---------------- | -------------- | ------- |
| 1     | Michael Marsh    | USA            | 20,01 s |
| 2     | Frank Fredericks | Namibia        | 20,13 s |
| 3     | Michael Bates    | USA            | 20,38 s |
| 4     | Robson da Silva  | Brasilien      | 20,45 s |
| 5     | Olapade Adeniken | Nigeria        | 20,50 s |
| 6     | John Regis       | Großbritannien | 20,55 s |
| 7     | Oluyemi Kayode   | Nigeria        | 20,67 s |
| 8     | Marcus Adam      | Großbritannien | 20,80 s |

Für das Finale am 6. August hatten sich je zwei US-Amerikaner, Briten und Nigerianer sowie je ein Starter aus Brasilien und Namibia qualifiziert.
Topfavorit war der Weltranglistenerste Michael Johnson aus den USA. Er erkrankte jedoch in Spanien nach einem Restaurantbesuch an einer Lebensmittelvergiftung. Dadurch war er so geschwächt, dass er im Halbfinale ausschied. Favoriten waren nun vor allem der US-Läufer Michael Marsh, der im Halbfinale olympischen Rekord gelaufen war und dabei den Weltrekord nur um eine Hundertstelsekunde verpasst hatte, sowie der Namibier Frank Fredericks, der über 100 Meter Silber gewonnen hatte und im Vorjahr Vizeweltmeister über 200 Meter hinter Michael Johnson geworden war. Mit Medaillenaussichten gingen auch der WM-Vierte Robson da Silva aus Brasilien sowie der WM-Fünfte Olapade Adeniken an den Start.
Im Finale übernahm Marsh in der Kurve die Führung. Hinter ihm lagen mit knappem Rückstand fünf Läufer fast gleichauf. Nur der Nigerianer Oluyemi Kayode und der Brite Marcus Adam waren schon etwas zurückgefallen. Auf der Zielgeraden bewies Michael Marsh großes Stehvermögen und gewann mit zwölf Hundertstelsekunden Vorsprung vor Frank Fredericks, der seine zweite Silbermedaille in Barcelona errang. Im Kampf um Bronze setzte sich der US-Amerikaner Michael Bates knapp vor Robson da Silva und Olapade Adeniken durch. Der Brite John Regis kam auf den sechsten Platz. Ein Gegenwind von 1,0 Meter pro Sekunde verhinderte noch bessere Zeiten.
Im 21. olympischen Finale gewann Michael Marsh die fünfzehnte Goldmedaille für die USA. Es war der dritte US-Sieg in Folge seit 1984.

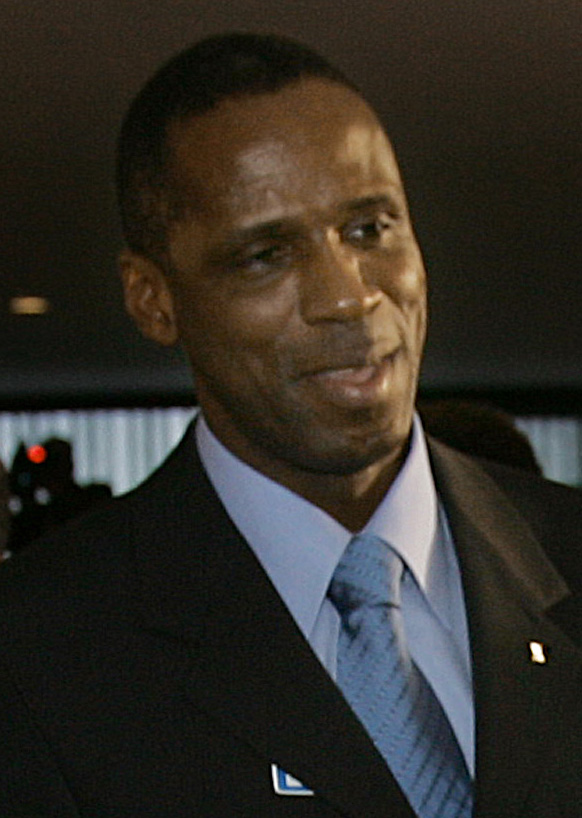
Robson da Silva (Foto: 2005) kam auf den vierten Platz – zu Bronze fehlten ihm sieben Hundertstelsekunden
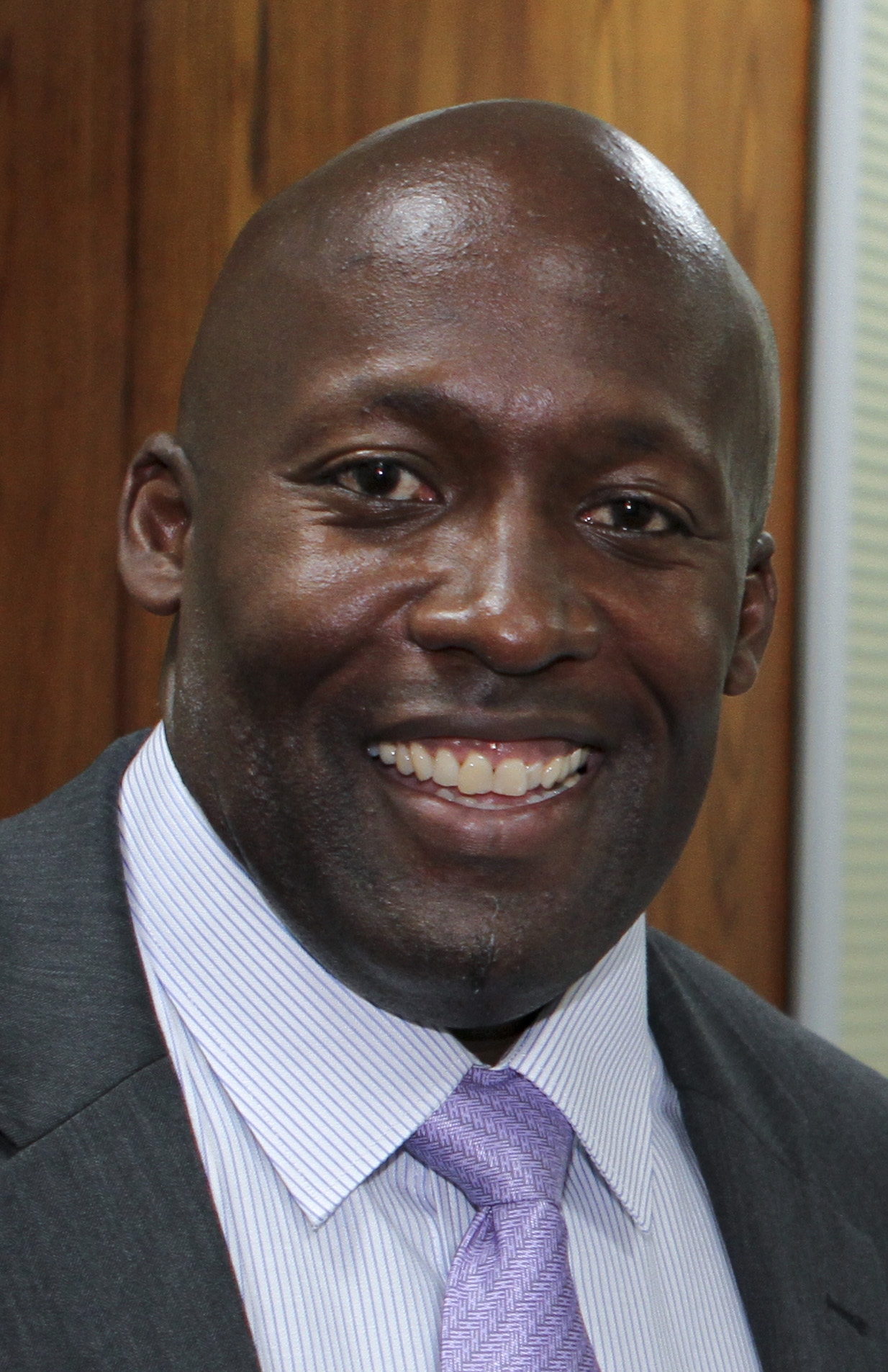
John Regis (hier im Jahr 2012) wurde Olympiasechster

## Videolinks
- Men’s 200m Final, Barcelona Olympics 1992, youtube.com, abgerufen am 14. Dezember 2021
- Men's 200m Final Barcelona Olympics 1992, youtube.com, abgerufen am 5. Februar 2018